# 硫酸ヒドラジン
硫酸ヒドラジン（hydrazine sulfate、より厳密には硫酸水素ヒドラジニウム(hydrazinium hydrogensulfate)）は、陽イオンであるヒドラジニウムと陰イオンである硫酸水素イオンの塩であり、式 [N2H+
5] [HSO−
4] または N2H6SO4 で表される。室温では白色の水溶性固体である。
硫酸ヒドラジンは、分析化学や有機化合物の合成など、化学実験や化学工業で多くの用途がある。純粋なヒドラジンよりも揮発性がなく、保存時の空気による酸化の影響を受けにくいため、よく使用される。

## 調製
ヒドラジン(N2H4)の水溶液を硫酸(H2SO4)で処理することにより調製することができる。

## 実験室や工業での用途
ヒドラジンの安全な供給源としての使用法のほかに、酢酸塩からアセテート繊維を作る触媒、鉱物の分析や合成、および金属中のヒ素の検出に使用される。

## 医療での用途
硫酸ヒドラジンは、殺菌剤、防腐剤として使用することができる。
硫酸ヒドラジンは、代替医療において癌に伴う食欲不振や急激な体重減少（悪液質）の治療に用いられてきた。

### 法的な状態
硫酸ヒドラジンは、栄養補助食品として販売されているものの、アメリカにおいて、いかなる病状に対しても安全で効果的な治療薬として承認されたことはない。

### 歴史
1970年代半ば、アメリカの医師ジョセフ・ゴールド(Joseph Gold)が、硫酸ヒドラジンを抗癌剤として使用することを初めて提案した。ゴールドの主張は、癌細胞がエネルギーを得るためにしばしば異常に解糖系に依存するという事実（ワールブルク効果）に基づくものだった。ゴールドは、人の体は、解糖の逆の経路である糖新生を用いて、この解糖を相殺するという説を提唱した。このプロセスには大量のエネルギーを必要とするため、ゴールドは、糖新生を阻害することでエネルギー必要量を減少させ、癌による悪液質の効果的な治療法になると考えた。ヒドラジンは反応性化学物質であり、試験管内では糖新生に必要な酵素の1つであるホスホエノールピルビン酸カルボキシキナーゼ(PEP-CK)を不活性化することができる。また、腫瘍のエネルギー獲得（解糖系）と宿主のエネルギー損失（糖新生）が機能的に相互に関連している場合、PEP-CKによる糖新生を阻害すると、癌の悪液質の反転または停止に加えて、実際の腫瘍の退縮をもたらす可能性があると考えた。このモデルでは、硫酸ヒドラジンは酵素であるPEP-CKを不可逆的に阻害することで作用すると考えられている。
癌治療薬としての硫酸ヒドラジンの使用は、1990年代半ばに雑誌『ペントハウス』によって広まった。『ペントハウス』の発行者であるボブ・グッチョーネの妻でビジネスパートナーのキャシー・キートンは、自身の乳癌を治そうとして硫酸ヒドラジンを使用した。代替医療を提唱する栄養学者のゲイリー・ヌルは、代替癌治療に関する記事を『ペントハウス』に執筆した。キートンなど硫酸ヒドラジン治療の支持者は、この化合物の有益な効果を意図的に隠しているとしてアメリカ国立がん研究所(NCI)を非難し、集団訴訟を起こすと脅迫した。NCIはこの主張を否定し、硫酸ヒドラジンに有益な効果があるという証拠はほとんどないとした。NCIの主張は、会計検査院が行った調査で支持された。

### 臨床評価
臨床研究のレビューでは、硫酸ヒドラジンが抗癌剤として作用することが示されたことはなく、癌が寛解または退行をすることはなく、未治療の患者よりも長く生きるということはないと結論づけられている。代替癌治療のいくつかの学術的レビューでは、この化合物が「癌に対する、反証されていない効果のない治療法」と記述されている。
ジョセフ・ゴールドの主張はアメリカがん協会からも疑問視されており、他の研究者もこの結果を再現もしくは確認することはできなかったという。報道によれば、ゴールドは他の研究者の動機や結果を信用しておらず、CNNによれば「彼らは硫酸ヒドラジンをやっつけようと躍起になっており、私にはその理由がわからない」と述べている 。
これらの結果を受けて、ロシア・サンクトペテルブルグのペトロフ腫瘍研究所で17年間の非対照臨床試験が、カリフォルニア州のハーバーUCLA医療センターで10年間の対照試験がそれぞれ実施された。ロシアの試験では、約1%の症例で腫瘍の完全退縮、約3%の症例で部分奏効、約半数の症例で自覚症状の改善がみられたと報告されている。アメリカ国立がん研究所はこの試験結果を分析して、対照群がないこと、前治療に関する情報がないこと、症状の主観的評価（患者に対して薬物によって気分が良くなったかどうかを尋ねた）に依存していることなどから、これらのデータの解釈が難しいと指摘している。一方、カリフォルニア州で行われた試験では、硫酸ヒドラジン治療による生存率への統計学的に有意な影響は認められなかったが、治療を受けた患者では対照群と比較してカロリー摂取量が増加していることが示された。著者らはまた、これらの患者の1つまたは複数のサブグループについて事後解析を行い、治療による有益な効果を示唆していると報告した。この試験の計画と解釈、特にこのサブグループ解析の妥当性については、臨床腫瘍学ジャーナルの論説で詳細に批判された。
後に行われたランダム化比較試験では、生存率の改善は見られなかった。例えば、シスプラチンとビンブラスチン、またはこれらの薬剤に硫酸ヒドラジンを加えた進行性肺癌の治療の試験では、ヒドラジン群では4%の腫瘍の完全な退縮が見られたのに対し、対照群では3%、ヒドラジン群では36%の腫瘍の進行が見られたのに対し、対照群では30%であったが、これらの差はいずれも統計的に有意ではなかった。いくつかの試験では、硫酸ヒドラジン投与群では生存率が有意に低下し、QOLが有意に低下することが示された。このように一貫して否定的な結果が出ているため、現在では、硫酸ヒドラジンは医学的レビューで「証明されていない癌治療」と表現されている。同様に、他のレビューでも、癌患者の食欲不振や体重減少の治療への硫酸ヒドラジンの使用に反対することには「強い証拠がある」と結論づけられている。

### 副作用
硫酸ヒドラジンには毒性があり、発癌性がある可能性がある。しかし、様々な臨床試験で報告されている短期的な副作用は、軽度の吐き気や嘔吐、めまいや興奮、多発神経炎、細かな筋肉のコントロール（筆記など）の困難など、比較的軽度である。一方で、より重篤もしくは致命的な副作用も稀に報告されている。ある患者は致命的な肝不全と腎不全を発症し、別の患者は神経毒性の重篤な症状を発症した。これらの副作用やその他のヒドラジンの毒性に関する報告は、抗生物質イソニアジド（体内でヒドラジンに代謝されると考えられている）の毒性にヒドラジンが関与しているのではないかという仮説と一致している。
硫酸ヒドラジンはモノアミン酸化酵素阻害薬(MAOI)でもある。そのため、アルコール、精神安定剤や睡眠薬（ベンゾジアゼピン系、バルビツール酸系）、その他の精神活性薬、ペチジン（商品名メペリジン、デメロール）のほか、熟成チーズ、レーズン、アボカド、加工・乾燥させた魚・肉、発酵食品などのチラミンを多量に含む食品とは相性が悪い。